# Anachlysictis
Anachlysictis gracilis — вимерлий хижий ссавець, що належав до групи Sparassodonta, які були метатеріями, які населяли Південну Америку в кайнозої. Anachlysictis є першим записом таких боргієноїдів у північній частині Південної Америки, а також найпримітивнішим відомим представником родини Thylacosmilidae, групи хижаків, оснащених «шаблеподібними зубами».
Цей вид був знайдений у формації Вільявієха в районі Ла-Вента в Колумбії, відомому родовищі скам'янілостей середнього міоцену, 13.8-11.8 Ma на основі фрагментів, які включають передню частину нижньої частини щелепи з початковим корінним зубом і шматком хижих зубів з передньої частини верхньої щелепи.

## Опис
Anachlysictis був меншим за свого більш відомого родича Thylacosmilus, важивши ≈ 18 кілограмів. Він мав хижі зуби для ефективної обробки м’яса та плоскі ікла, розташовані трохи нижче носа, які не були заокругленими, як у неспеціалізованих м’ясоїдних ссавців, тоді як площа акомодації жувального м’яза (бере участь у рухах щелепи) була зменшена.